# Народна књижевност
Народна или усмена књижевност је вид књижевности који је постојао дуго пре појаве првог писма, а преносила се са колена на колено. Људи су је користили свакодневно и била је везана за религијске обреде. Усмена књижевност дели се на поезију (епска, лирска, епско-лирска) и прозу. Путем усмене књижевности остварују се и први облици комуникације са децом раног узраста. Народна књижевност је, пре свега, чувар традиције, јер на основу ње много сазнајемо о менталитету, култури и историји једног народа. Назив је добила по Вуковом одређењу: народне песме, народне приповетке, народне пословице, мада их нико никада није подводио под исти назив - народна књижевност. Она је слика свеукупног живота човека старих времена. У почетку је имала ритуално-обредни и магијски карактер, а то је у директној вези са процесом рада (земљорадња, сточарство, лов).

## Основне одлике народне књижевности
1. Аутор народног дела је непознати талентовани појединац или група појединаца;
2. Народно дело је стварано колективно - колективизам је наглашен у народној књижевности;
3. Варијантност - основна особина народне књижевности која омогућава певачу да уноси измене у дело (сваки певач има право да то чини), с тим у вези имамо велики број варијанти одређених дела;
4. Превентивна цензура колектива - талентовани појединац, певач, сваки пут је прилагођавао дело укусу публике;
5. Синкретичност - истовремено се може певати, играти, свирати;
6. Има стереотипни почетак или како се још називају иницијалне формуле (Боже мили, чуда великога...), устаљене епитете (јарко (сунце), лепа (девојка)) и устаљене епске бројеве (3,7,9,12). Постоје формуле имена (Јерина је увек име за неверну жену, а Анђелија за „вјерну љубу"), места, времена, иницијалне и финалне формуле (којима се завршава дело (обично песма));
7. Код лирских песама стих је десетерац и има цезуру (паузу) после четвртог слога, а код епских песама стих је најчешће десетерац и петнаестерац и има цезуру после шестог слога.[3]

## Вукови певачи
За велики број дела усмене (народне књижевности), захваљујући Вуку Караџићу, знамо творце прве варијанте. Значај Вукових певача је у томе што је прва варијанта била записана од стране Вука, и увек је она била смерница по којој се оријентишу други талентовани појединци (певачи). Неки од најпознатијих Вукових певача били су:
- Тешан Подруговић (Женидба Душанова, Marko Kraljević i Ljutica Bogdan, Женидба Марка Краљевића, Марко Краљевић и Муса Кеседжија);
- Старац Милија (Вук од њега бележи чувену песму Бановић Страхиња, Женидба Максима Црнојевића);
- Старац Рашко (испољава склоност према легендама и чудима што се највише види у песми Зидање Скадра);
- Слепа Живана (наглашена емоционалност у песмама; од ње Вук бележи песму Иво Сенковић и ага од Рибника);
- Слепа Јеца (ученица слепе Живане од које Вук бележи песму Смрт војводе Пријезде);
- Филип Вишњић (он је професионални певач, од њега потичу многе песме, као нпр. Смрт Марка Краљевића, Почетак буне против дахија, Бој на Чокешини, Бој на Мишару, Бој на Салашу, Кнез Иван Кнежевић);

### Прикупљање народних умотворина пре Вука Караџића
Познати српски правни историчар Валтазар Богишић објавио је 1878. године збирку под називом Народне пјесме из старијих, највише приморских записа. Богишић је у ову књигу укључио песме које су бележене од половине 16. до почетка 18. века. Ове старије слојеве наше епске поезије чине епске песме дугог стиха, познате као бугарштице.
Значајан зборник десетерачких песама, углавном епских, записао је почетком 18. века непознати аустријски официр на терену Војне границе, која је била под аустријском управом. Овај зборник је проучио и објавио немачки слависта Герхард Геземан 1925. године под насловом Ерлангенски рукопис.